# Libějovice (nový zámek)
Nový zámek Libějovice je zámek u stejnojmenné vesnice v okrese Strakonice. Založen byl rodem Buquoyů roku 1696, ale barokní stavba byla dokončena až v roce 1754. Na počátku devatenáctého století jej získali Schwarzenbergové, kteří nechali zámek zvýšit o jedno patro a fasády upravit v empírovém slohu. Zámecký areál je chráněn jako kulturní památka.

## Historie
Původním panským sídlem v Libějovicích byl renesanční starý zámek na západním okraji vesnice. Koncem 17. století nevyhovoval reprezentačním nárokům svých majitelů, a hrabě Filip z Buquoy proto roku 1696 asi půl kilometru západně od vesnice založil nový zámek v barokním slohu, zatímco starý zámek nechal v letech  1715–1718 Karel Kajetán z Buquoy upravit. Během stavby došlo k požáru, a dokončení budovy se tak posunulo až do let 1747–1754. Tehdy už zámek vlastnil Filipův nástupce František Leopold z Buquoy (podle Augusta Sedláčka Filip Emanuel Buquoy). Buquoyové libějovické panství vlastnili až do roku 1801. Mezitím v šedesátých letech osmnáctého století nechali vysázet Libějovickou alej, která spojuje zámek s kostelem Jména Panny Marie na jihu a s kaplí svaté Máří Magdalény na severu. Třetí alej vedla k bývalé bažantnici.
Posledním Buquoyským majitelem Libějovic byl Jan Josef z Buquoy, který zámek prodal knížeti Josefovi ze Schwarzenbergu. Nový majitel nechal v letech 1816–1817 přistavět druhé patro a fasádu upravit ve stylu pozdního empíru. Při úpravách byla zbořena malá hodinová věž v průčelí a hodiny byly přemístěny do frontonu na jižní straně budovy. Roku 1842 byl rozšířen zámecký park, poprvé zmiňovaný roku 1822, s bažantnicí, jehož rozloha dosáhla až 44 hektarů.
Během pozemkové reformy zámek koupili redemptoristé a roku 1939 zámecký areál rozšířili o kostel s klášterem. Během druhé světové války byl klášter zrušen a celý objekt využívali němečtí okupanté. Po válce se redemptoristé na krátkou dobu vrátili, ale po roce 1948 zámek využívala jednotka pohraniční stráže s výcvikovou stanicí psovodů. Pro jejich potřebu bylo v okolí zámku postaveno několik utilitárních budov. Po roce 1990 jej krátkou dobu využívala policie a chovná stanice, ale většinu doby zůstal bez využití. Prázdný zámek získal soukromý majitel s cílem vybudovat v něm sanatorium, ale z plánů mnoha zájemců vzhledem k vysoké ceně případné rekonstrukce vždy sešlo. Prázdná budova chátrala i v roce 2016.
Od roku 2023 má zámek nové majitele. Ti, spolu s dlouholetým správcem, zámek ukázali veřejnosti v jeho současném stavu, a pracují na jeho záchraně.

## Stavební podoba
Dvoupatrový zámek má obdélný půdorys se dvěma krátkými křídly na koncích. Empírové fasády jsou členěné vysokým řádem ionských pilastrů. Okna v prvním patře jsou zdobena trojúhelníkovými frontony a jednoduchými nadokenními římsami. Budovou vede dlouhá chodba, podél které se nachází jednotlivé místnosti.